# Бройер, Лео
Лео Бройер (нем. Leo Breuer; род. 21 сентября 1893 г. Бонн — 14 марта 1975 г. Бонн) — немецкий художник и скульптор, работавший в стиле Новая вещественность.

## Биография
1912—1915 — учёба в Школе прикладного искусства в Кёльне; с началом Первой мировой войны — призван в действующую армию и попадает в плен
1919—1921 — возобновляет учёбу в кёльнской Школе прикладного искусства
1921—1922 — обучение в Академии изобразительного искусства в Касселе
1923—1926 — работает в своих художественных ателье в Бонне и Бёйеле
1927—1934 — живёт и работает в Дюссельдорфе, Кобленце и Берлине, участник художественного движения Рейнский Сецессион; в Берлине преподаёт в Высшей школе Дистервег, сотрудничает с газетой «Сечение» (Querschnitt).
1934 — после прихода к власти нацистов эмигрирует в Нидерланды, живёт в Гааге
1935 — переезд в Брюссель, где Л.Бройер работает реставратором
1940—1945 — находится в лагере для интернированных лиц на юге Франции
1945—1952 — художник живёт в Париже, участвует в салоне Новый реализм (Realistes Nouvelles).
В 1999 году коммунальным управлением Рейнланда и боннским Земельным музеем учреждена премия Лео Бройера, присуждаемая раз в 2 года за вклад в развитие современной живописи.